# Бик, Анатолий Иванович
Анато́лий Ива́нович Бик (настоящая фамилия ― Бикму́рзин; 19 декабря 1915, Бирюбаш, Бирский уезд, Уфимская губерния, Российская империя ― 20 декабря 1980, Йошкар-Ола, Марийская АССР, РСФСР, СССР) ― марийский советский поэт, прозаик, переводчик, журналист, редактор, член Союза писателей СССР с 1947 года. Участник Великой Отечественной войны.

## Биография
Родился 19 декабря 1915 года в д. Бирюбаш ныне Мишкинского района Республики Башкортостан в марийской крестьянской семье. После окончания школы крестьянской молодёжи учился на рабфаке при Марийском педагогическом институте имени Н. К. Крупской.
В 1937—1939 годах служил в рядах РККА в г. Горький, писарь штаба.
До призыва на фронт работал в редакции пионерской газеты «Ямде лий», учился на курсах по подготовке учителей для неполной средней школы, преподавал марийский язык и литературу, был ответственным секретарем Сотнурской районной газеты Марийской АССР «Большевик».
В марте 1942 года вновь призван в РККА. Участник Великой Отечественной войны: окончил Калининское военно-техническое училище в Ивановской области, будучи командиром взвода 69 гвардейского стрелкового полка 21-й гвардейской Невельской стрелковой дивизии, воевал с фашистами на территории Латвии, младший техник-лейтенант. В августе 1944 года тяжело контужен. После длительного лечения в апреле 1945 года вернулся в Йошкар-Олу.
В послевоенные годы работал в редакции республиканской газеты «Марий коммуна», в Марийском книжном издательстве. В 1952 году окончил историко-филологический факультет Марийского педагогического института имени Н. К. Крупской и в дальнейшем работал как писатель-профессионал.
Умер 20 декабря 1980 года в Йошкар-Оле.

## Литературная деятельность
Писать стихи и печататься начал в 1933 года, начав заниматься творчеством под влиянием Яныша Ялкайна. В 1937 году выпустил свой первый сборник стихов «Илыш муро» («Песня жизни»). Стихотворение «Мыйын шӱдырем» («Моя звезда») в составе одноимённого сборника стихотворений 1940 года стало хрестоматийным. Оно неоднократно включалось в школьные хрестоматии, поэтические антологии, переведено на другие языки.
В 1947 году стал членом Союза писателей СССР. Стал известен как поэт-лирик, на его стихи композиторы (например, А. Искандаров) написали более 50 песен.
В разные годы им написаны поэмы «Опанасын рвезе жапше» («Юность Опанаса»), «Чодыра патыр» («Лесной богатырь»), «Кинде верч» («За хлеб»), «Пекпай арка» («Пекпаева горка») и др. Ряд его книг адресован детям, в том числе «Модыш пӧрт» («Игрушечный домик»), «Аршаш» («Букет»), пьеса «Те тулык огыдал» («Нет, вы не сиротки»).
Является автором романа «Тул-вӱд вошт» («Сквозь огонь и воды»), посвященного героической борьбе советских людей с фашистскими захватчиками. В 1976 году первая часть романа вышла отдельной книгой, вторую часть осталась незавершённой.
Произведения поэта переведены на русский, татарский, башкирский, чувашский и мордовский языки. Он перевёл на родной язык поэмы А. Пушкина «Цыгане», М. Лермонтова «Мцыри» и «Беглец», чувашского классика К. Иванова «Нарспи», сказку П. Ершова «Конёк-горбунок», стихотворения Н. Некрасова, М. Исаковского, А. Твардовского, Т. Шевченко, М. Джалиля и других поэтов.

## Основные произведения
Далее представлены основные произведения А. Бика на марийском и в переводе на русский язык:

### На марийском языке
- Илыш муро: почеламут-влак [Песня жизни: стихи]. ― Йошкар-Ола, 1937. ― 48 с.
- Мыйын шӱдырем: почеламут-шамыч [Моя звезда: стихи]. ― Йошкар-Ола, 1940. ― 48 с.
- Толмо корно: почеламут-шамыч [Пройденный путь: стихи]. ― Йошкар-Ола, 1946. ― 48 с.
- Кок йолташ; Окачи: поэма-влак / А. Бик, В. Бояринова. [Два друга; Окачи: поэмы]. ― Йошкар-Ола, 1949. ― 40 с.
- Тыныс эр: почеламут-влак / А. Бик, М. Большаков. [Мирное утро: стихи для детей]. ― Йошкар-Ола, 1951. ― 56 с.
- Опанасын рвезе жапше: поэма // Пеледме корно: марий лит. антологий. ― Йошкар-Ола, 1951. ― С. 300—308.
- Шошо мардеж: почеламут ден муро-влак [Весенний ветер: стихи, песни]. ― Йошкар-Ола, 1961. ― 128 с.
- Модыш пӧрт: почеламут-влак [Игрушечный домик: стихи]. ― Йошкар-Ола, 1962. ― 36 с.
- Шыде вате Варвара: йомак // Ончыко. 1964. № 3. С. 107—109.
- Лирика блокнот гыч: почеламут-влак // Ончыко. 1964. № 6. С. 58—60.
- Почеламут-влак // Ончыко. 1965. № 6. С. 95—96.
- Корно ӱжеш: лирика [Дорога зовёт]. ― Йошкар-Ола, 1965. ― 96 с.
- Калык мут семын; Лирика: почеламут-влак // Ончыко. 1967. № 4. С. 82—85.
- Аршаш: поэма-вл. [Букет: поэмы]. ― Йошкар-Ола, 1968. ― 40 с.
- Мыйын шӱдырем: почеламут // Ончыко. 1972. № 6. С. 19—20.
- Шӱм саска: почеламут, муро, поэма [Плоды сердца: стихи, песни, поэма]. ― Йошкар-Ола, 1974. ― 184 с.
- Тул-вӱд вошт: роман. 1-ше кнага [Сквозь огонь и воды]. ― Йошкар-Ола, 1976. ― 280 с.
- У ялын сӱанже: поэма // Ончыко. 1981. № 2. С. 12—17.
- Каватӱр гыч каватӱрыш: почеламут, муро, поэма-влак [От горизонта до горизонта: стихи, песни, поэмы]. ― Йошкар-Ола, 1990. ― 136 с.

### В переводе на русский язык
- Лирика; Сонеты / пер. А. Казакова, С. Макарова, В. Панова // На земле марийской. ― Йошкар-Ола, 1967. ― С. 46—50.
- Лирика: стихи, поэмы. ― Йошкар-Ола, 1971. ― 96 с.
- Желание: стихи / пер. А. Казакова // Север. ― М., 1972. ― № 9. ― С. 4.
- Если б, скажем, ты стала рекою…: стихи / пер. А. Ойслендера // Песнь любви. Т.2. ― М., 1972. ― С. 122.
- На закате; Есть в глазах твоих…: стихи / пер. А. Казакова, А. Ойслендера // Песня, ставшая книгой: рождённая Октябрём поэзия. ― М., 1972. ― С. 375.
- Наташа — учительница: стихи для детей / пер. В. Борисова. ― Йошкар-Ола, 1976. ― 16 с.
- Разговор о счастье; Песня; Где ты?: стихи / пер. В. Панова // Дружба. ― Йошкар-Ола, 1976. ― С. 49—51.
- Руки; Возвращение: стихи / пер. В. Панова // Между Волгой и Уралом. ― Йошкар-Ола, 1978. ― С. 80—81.
- Стихи // Соловьиный родник. ― Йошкар-Ола, 1979. ― С. 125—130.
- На закате / пер. А. Казакова. // Песня, ставшая книгой: рождённая Октябрём поэзия. 3-е изд. ― М., 1982. ― С. 351—359.
- Стихи // Соловьиный родник. ― Йошкар-Ола, 1984. ― С. 111—118.
- Песня; Где ты?; Моя эстафета: стихи / пер. В. Панова // Братство песенных сердец. ― Йошкар-Ола, 1990. ― С. 36—37.

## Награды
- Медаль «За трудовую доблесть»
- Медаль «Ветеран труда» (1976)[2]
- Медаль «За победу над Германией в Великой Отечественной войне 1941—1945 гг.»
- Почётная грамота Президиума Верховного Совета Марийской АССР (1945)[6]

## Память
- В родной деревне поэт Бирюбаш Мишкинского района Башкортостана, где учился поэт, в память о нём установлена мемориальная доска[7].
- В школе Бирюбаш Мишкинского района Башкортостана, где учился поэт, действует кабинет-музей[7].